# Eumenes megalospilus
Eumenes megalospilus är en stekelart som beskrevs av Cameron 1911. Eumenes megalospilus ingår i släktet krukmakargetingar, och familjen Eumenidae. Inga underarter finns listade i Catalogue of Life.